# Polystichum retrosopaleaceum
Polystichum retrosopaleaceum là một loài thực vật có mạch trong họ Dryopteridaceae. Loài này được (Kodama) Tagawa miêu tả khoa học đầu tiên năm 1937.